# Henri Montois
Henri Montois (1920 - 2009) was een Belgisch architect. Hij was in de jaren vijftig en zestig een aanhanger van functionalistische architectuur.
Nadat hij zijn architectendiploma behaalde in 1943, verhuist hij naar Brussel waar hij stage loopt, eerst bij Jean-Jules Eggericx, vervolgens bij Yvan Blomme. In 1947 associeert hij zich met Robert Courtois met wie hij meer dan 12 jaar zal samenwerken.
Op Expo 58 bouwde hij het paviljoen van het Transport (i.s.m. Robert Courtois, Jacques Goossens-Bara e.a.), dat de Reynolds Memorial Award van het American Institute of Architects in de wacht sleepte voor het bijzonder functionele en esthetische gebruik van aluminium in architectuur.
Begin jaren zestig ontwierp hij een onderzoekscentrum voor Solvay in Neder-Over-Heembeek en het Botanicgebouw aan de Brusselse Kruidtuin dat veertig jaar zou meegaan vooraleer gerenoveerd te worden.
In 1963 tekende Montois de plannen voor een hotel in de Louizawijk in Brussel. In 1969 opende het als Hiltonhotel. De toren heeft een hoogte van 99 meter. Tegenwoordig is het hotel gekend als The Hotel Brussels.
Montois werd in het begin van de jaren zeventig de architect van de Cliniques universitaires Saint-Luc, het universitair ziekenhuis van de Université catholique de Louvain in Sint-Lambrechts-Woluwe, en zet daarmee een stijl en bouwmethode die op meerdere Belgische universitaire campussen en ziekenhuizen wordt overgenomen. Zelf tekent hij de plannen voor bouwwerken voor de faculteiten wetenschappen en geneeskunde van de Université libre de Bruxelles en ontwerpt hij het Centre hospitalier régional de la Citadelle in Luik.
Van 1971 tot 1975 bouwde hij het Sportcentrum Genk door verder te werken met de plannen van de oorspronkelijke architect Isia Isgour die overleed vooraleer het project kon afgewerkt worden.
In 1976 wordt de door Montois ontworpen 88 m hoge Blue Tower, vroeger gekend als de Tour Saifi, aan de Louizalaan in Brussel ingehuldigd.
In 1980 stichtte hij het Bureau d'architecture Henri Montois. Het kantoor veranderde in 1995 van naam en werd Montois Partners Architects. Samen met MPA tekende Montois nog voor een hele reeks ontwerpen.

## Privé
Montois was een zoon van de Doornikse beeldhouwer Charles Montois.
- International Standard Name Identifier: 0000 0000 5240 717X
- Library of Congress Control Number: nr2001029683
- Virtual International Authority File: 14697935
- WorldCat: E39PBJw4BHYcMMq6yQVWFGcdcP